# Рон Пърлман
Рон Пърлман (на английски: Ron Perlman) (роден на 13 април 1950 г.) е американски телевизионен, филмов и озвучаващ актьор. Познат е с ролите си на Винсънт в сериала „Красавицата и звярът“ (за която печели Златен глобус) и Кларънс „Клей“ Мороу в „Синове на анархията“. Изпълнява и ролята на Хелбой във филмите „Хелбой“ от 2004 г. и „Хелбой 2: Златната армия“, режисирани от Гийермо дел Торо. Участва в още три филма на дел Торо – „Кронос“, „Блейд 2“ и „Огненият пръстен“. Озвучава Глинено лице в „Батман: Анимационният сериал“ и Слейд в „Малките титани“.

## Личен живот
Със съпругата му Опал Стоун Пърлман са женени от 14 февруари 1981 г. и имат две деца – дъщеря на име Блейк Аманда (родена през 1984 г.) и син на име Брандън Ейвъри (роден през 1990 г.).

## Частична филмография

### Филми
- „В търсене на огъня“ (Quest for Fire, 1981)
- „Името на розата“ (The Name of the Rose, 1986)
- „Сомнамбули“ (Sleepwalkers, 1992)
- „Градът на изгубените деца“ (La Cité des enfants perdus, 1995)
- „Флюк“ (Fluke, 1995)
- „Островът на доктор Моро“ (Fluke, 1995)
- „Пришълецът: Завръщането“ (Alien: Resurrection, 1997)
- „Титан“ (Titan A. E., 2000)
- „Враг пред портата“ (Enemy at the Gates, 2001)
- „Блейд 2“ (Blade II, 2002)
- „Шантави рисунки: Отново в действие“ (Looney Tunes: Back in Action, 2003)
- „Хелбой“ (Hellboy, 2004)
- „Тарзан 2“ (Tarzan II, 2005)
- „Хелбой 2: Златната армия“ (Hellboy II: The Golden Army, 2008)
- „Живот на скорост“ (Drive, 2011)
- „Конан Варварина“ (Conan the Barbarian, 2011)
- „Огненият пръстен“ (Pacific Rim, 2013)
- „Фантастични животни и къде да ги намерим“ (Fantastic Beasts and Where to Find Them, 2016)

### Телевизия
- „Маями Вайс“ (Miami Vice, 1986)
- „Красавицата и звярът“ (Beauty and the Beast, 1987 – 1990)
- „Батман: Анимационният сериал“ (Batman: The Animated Series, 1992 – 1993)
- „Недосегаемите“ (The Untouchables, 1993)
- „Аниманиаци“ (Animaniacs, 1993)
- „Аладин“ (Aladdin, 1994)
- „Малката русалка“ (The Little Mermaid, 1994)
- „Фантастичната четворка“ (Fantastic Four, 1995)
- „Железният човек“ (Iron Man, 1995)
- „Шотландски боец“ (Highlander: The Series, 1996)
- „Приключенията на Джеки Чан“ (Jackie Chan Adventures, 2000)
- „Чародейките“ (Charmed, 2001)
- „Статичен шок“ (Static Shock, 2001)
- „Лигата на справедливостта“ (Justice League, 2001)
- „Малките титани“ (Teen Titans, 2003 – 2006)
- „Какво ново, Скуби-Ду?“ (What's New, Scooby-Doo?, 2005)
- „Батман“ (The Batman, 2005 – 2008)
- „Лигата на справедливостта без граници“ (Justice League Unlimited, 2006)
- „Ким Суперплюс“ (Kim Possible, 2007)
- „Аватар: Повелителят на четирите стихии“ (Avatar: The Last Airbender, 2007)
- „Синове на анархията“ (Sons of Anarchy, 2008 – 2014)
- „Чаудър“ (Chowder, 2008 – 2010)
- „Междузвездни войни: Войните на клонираните“ (Star Wars: The Clone Wars, 2009)
- „Арчър“ (Sons of Anarchy, 2010 – 2014)
- „Батман: Смели и дръзки“ (Batman: The Brave and the Bold, 2010)
- „Американски татко!“ (American Dad!, 2011 – 2012)
- „Време за приключения“ (Adventure Time, 2011 – понастоящем)
- „Зеления фенер: Анимационният сериал“ (Green Lantern: The Animated Series, 2013)
- „Божията ръка“ (Hand of God, 2014 – 2017)
- „Черният списък“ (The Blacklist, 2015)
- „Костенурките нинджа“ (Teenage Mutant Ninja Turtles, 2015 – 2016)